# Windendes Geißblatt

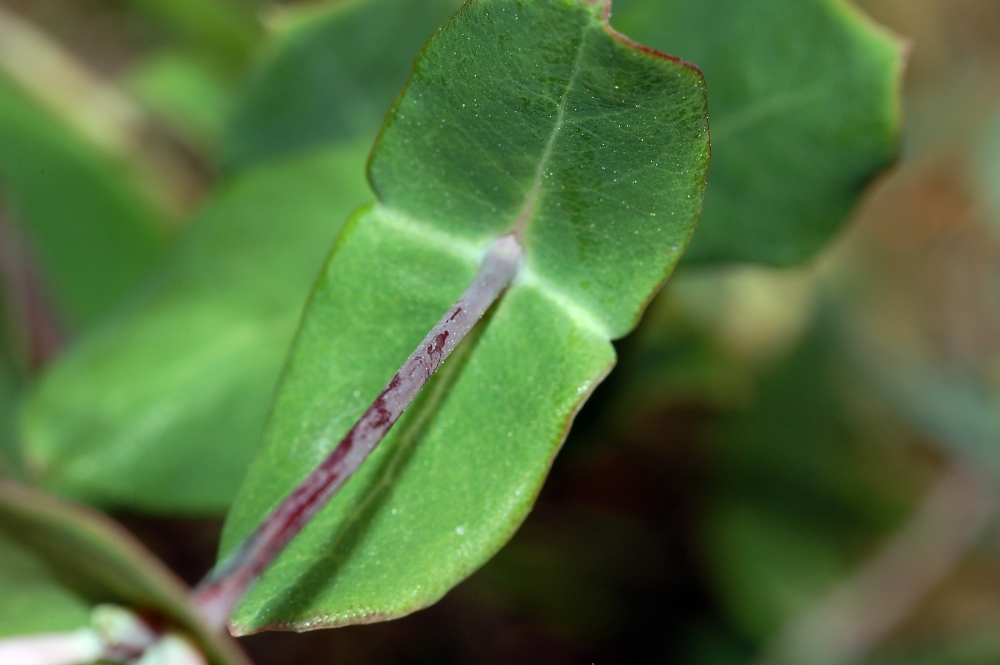
Am Grund zusammengewachsene Blätter

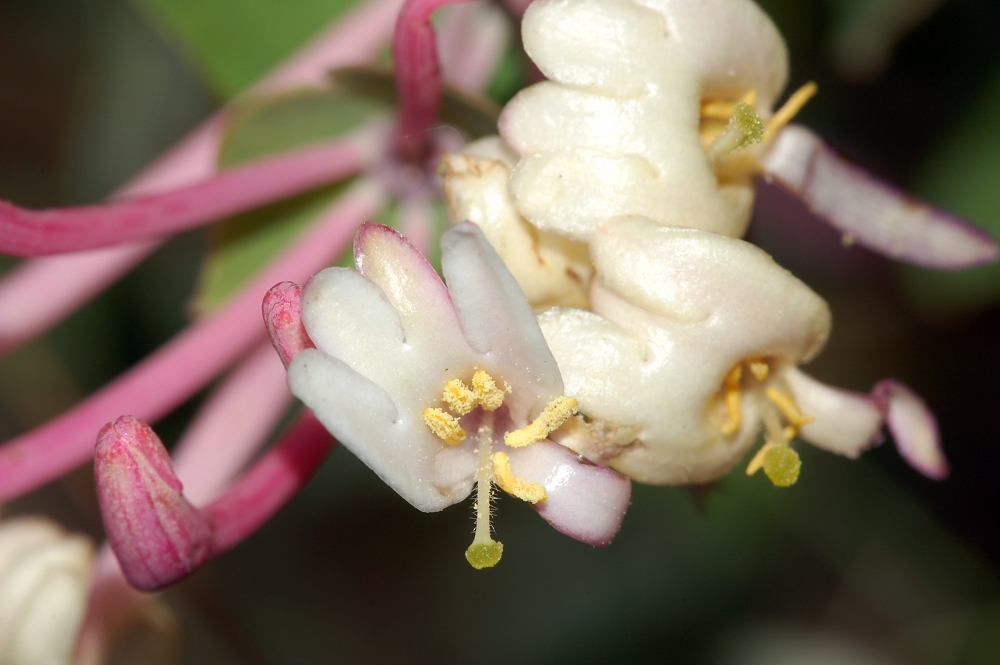
Blüte, Detail

Das Windende Geißblatt oder Macchien-Geißblatt (Lonicera implexa) ist ein rechtswindender Halbstrauch aus dem Mittelmeergebiet mit stark duftenden Blüten.

## Beschreibung
Beim Windenden Geißblatt handelt es sich um einen ausdauernden, immergrünen Halbstrauch, mit kahlen, blaugrünen Zweigen und einer Höhe von 1 bis 3, in Ausnahmefällen auch bis 7 Metern. Die ledrigen Blätter stehen gegenständig. Sie sind am Grunde geöhrt, eiförmig elliptisch und bespitzt und werden 2 bis 8 Zentimeter lang und 2 bis 4, selten auch nur 0,5 Zentimeter breit. Die Oberseite ist dunkelgrün und glänzend, die Unterseite blaugrün, die Ränder durchscheinend. Die oberen Blätter blühender Zweige sind am Grunde miteinander verwachsen. In ihren Achseln entwickeln sich wirtelig angeordnet, zwei bis sechs stark duftende Blüten. Die Blütenkrone ist zweilippig, 2,5 bis 4,5 Zentimeter lang, zuerst gelblich und später rötlich. Die Blütenröhre wird 3- bis 4-mal so lang wie der Saum. 
Das Windende Geißblatt blüht von April bis Juni.
Die Chromosomenzahl beträgt 2n = 36 oder 18.

## Verwechslungsmöglichkeiten
Das Windende Geißblatt kann mit dem Toskanischen Geißblatt (Lonicera etrusca) verwechselt werden, das ein ähnliches Verbreitungsgebiet aufweist. Die Blätter von Lonicera etrusca sind aber an der Unterseite behaart und die Art bildet langgestielte Blütenstände von acht bis elf Blüten.
Zudem kann sie mit der Hybride aus beiden Arten Lonicera ×americana (Mill.) K.Koch  verwechselt werden.

## Verbreitung und Standortansprüche
Das Windende Geißblatt kommt im Mittelmeergebiet vor. Man findet die Art in Marokko, Algerien, Tunesien, Spanien, Portugal, Gibraltar, Frankreich, auf den Balearen, in Korsika, Sardinien, Sizilien, Malta, Italien, Slowenien, Kroatien, Montenegro, Bosnien-Herzegowina, Albanien, Nordmazedonien, Griechenland, in der Ägäis und in der europäischen und asiatischen Türkei. Sie gedeiht in Wäldern, Macchien und Hecken, aber auch als Zierpflanze.

## Etymologie
Der Gattungsname Lonicera ist vom Namen des im 16. Jahrhundert lebenden Biologen Adam Lonitzer abgeleitet. Das Art-Epitheton implexus ist der lateinische Ausdruck für verschlungen oder verwoben.

## Belege